# Лімфатична система
Лімфати́чна систе́ма — мережа судин, тканин і органів (анатомія), яка слугує джерелом клітин, що забезпечують імунітет, фільтрувальним комплексом, переносником жирів та інших речовин, а також дренажною системою, яка сприяє поверненню надлишку тканинної рідини в кров.
Прозора безбарвна рідина, яка заповнює лімфатичну систему і протікає через неї, називається лімфою. Лімфа, яка відтікає від кишки, містить крапельки жиру, які додають їй молочно-біле забарвлення.
Найдрібніші судини лімфатичної системи — лімфатичні капіляри — розташовуються майже у всіх органах тіла.
Капіляри об'єднуються в лімфатичні судини, які зазвичай прямують по ходу вен, прямуючи до серця. Лімфатичні судини впадають у два головні лімфатичні стовбури, розташовані в ділянці грудної клітки, — права лімфатична протока і грудна протока. Останні впадають у вени поблизу ключиці, об'єднуючи, таким чином, лімфатичну і кровоносну системи.

## Дренування рідини
Кров'яний тиск, підтримуваний серцем, забезпечує просочування рідини (в основі своїй — плазми крові) з кровоносних капілярів у тканини. У нормальних умовах надлишок тканинної рідини потрапляє в лімфатичні капіляри. Лімфа, потрапивши в лімфатичну систему, просувається в ній в основному через скорочення скелетних м'язів і м'язів внутрішніх органів, а також коливань тиску в грудній порожнині при диханні. Клапани в лімфатичних судинах, проникні для лімфотоку лише в один бік, забезпечують односторонній напрямок руху лімфи.
Накопичення тканинної рідини виявляється у вигляді набряків; приклад тому — набряки нижніх кінцівок у жінок при вагітності, коли великий за розміром плід у матці перешкоджає нормальному відтоку лімфи від ніг. Інший приклад — поширена в тропіках слоновість, прояв деяких гельмінтозів — філяріїдозів. Зокрема слоновість часто спричинює збудник вухереріозу Wuchereria bancrofti, яка при потраплянні в тіло людини оселяється в лімфатичних вузлах, особливо у пахової області або пахвових ямок, створюючи перешкоду для лімфотоку. Внаслідок такої блокади уражені кінцівки можуть розпухати до величезних розмірів.

## Імунітет і фільтрація
Лімфоцити, які відносять до білих клітин крові, циркулюють в лімфі та крові та складають переважаючий тип клітин лімфоїдних органів. У їхню функцію входить формування імунної відповіді на бактерії, що потрапляють в організм, і віруси. Крім того, вони оберігають від розвитку ракових захворювань, знищуючи ракові клітини при їхній появі в організмі.
Лімфоцити утворюються в кістковому мозку із стовбурових клітин (клітин-попередників). Ще незрілими вони виходять з кісткового мозку і потрапляють в первинні лімфоїдні органи, де завершують розвиток.
До первинних лімфоїдних органів відносять тимус (вилочкову залозу), кістковий мозок (деякі лімфоцити залишаються в кістковому мозку і дозрівають в ньому), пеєрові бляшки в кишці і так звану фабріцієву сумку у птахів. Знаходячись в цих органах, лімфоцити піддаються певному відбору, і дозрівають тільки ті з них, які реагують на чужорідні речовини (антигени), а не на нормальні тканини організму.
Лімфоцити, які дозрівають в тимусі, називають Т-клітинами, а ті, що дозрівають в кістковому мозку, пеєрових бляшках або фабріцієвій сумці — B-клітинами. B- і Т-клітини, стаючи зрілими, мігрують з первинних у вторинні лімфоїдні органи, які включають лімфатичні вузли, селезінку, лімфоїдні тканини кишки, а також скупчення лімфоцитів, розкидані в багатьох органах і тканинах. Кожен вторинний лімфоїдний орган містить як B-, так і Т-клітини.
Лімфатичні вузли розташовані по ходу лімфатичних судин і фільтрують протікаючу лімфу. У людини їх налічується 600-700. Будь-які частинки, що потрапили в лімфу, затримуються у вузлах і стикаються з лімфоцитами.
Селезінка — великий лімфоїдний орган, розташований в черевній порожнині. Її поділяють на дві області: червону пульпу — депо крові — і білу пульпу, яка складається з лімфоїдної тканини. Біла пульпа — головне місце продукції антитіл; отже, вона реагує на чужорідні речовини, які циркулюють в крові.
Інші важливі лімфоїдні тканини включають кістковий мозок і лімфоїдні утвори, такі, як пеєрові бляшки та мигдалики. Одні пеєрові бляшки є первинними лімфоїдними органами, інші — вторинними; функція останніх — уловлювання чужорідних речовин, що потрапляють в організм через кишку. Аналогічні скупчення лімфоїдної тканини зустрічають на задній стінці гортані (мигдалини) і вистилають бронхи, які несуть повітря до легенів.
B-клітини, потрапляючи до вторинних лімфоїдних органів, більше не мігрують і залишаються в них. Т-клітини, навпаки, циркулюють в організмі постійно, вони виходять з лімфатичних вузлів і разом із лімфою надходять у кровотік.
Через деякий час, опинившись в кровоносних капілярах лімфатичних вузлів, вони проходять через стінку капілярів і знову потрапляють в лімфатичний вузол. Таким чином, Т-клітини безперервно циркулюють між кров'ю і лімфою.

## Лімфатичні системи тварин
Лімфатична система ссавців істотно відрізняється від такої в інших хребетних. У риб, наприклад, немає порожнистих кісток, а тому не може бути й кісткового мозку.
Функціональним аналогом кісткового мозку і лімфатичних вузлів у них служить частина нирки (переднирки або пронефроса), яка втрачає функцію виділення і розвивається в лімфоїдну тканину, що містить лімфоцити та інші клітки. Тимусу або селезінки немає у круглоротих (міног), але вони з'являються у вищих риб і інших хребетних. Деяким рибам, земноводним, плазунам і птахам властиві так звані лімфатичні серця — м'язові ущільнення, які проштовхують лімфу у вени. Однопрохідні (яйцеродні) ссавці, такі, як качконіс і єхидна, мають незвичайні лімфатичні вузли, які складаються з декількох маленьких лімфоїдних вузликів, які локалізуються в лімфатичному сплетенні.

## Захворювання лімфатичної системи
Коли бактерії або віруси з лімфи потрапляють в лімфатичні вузли, мигдалини або селезінку, там виникає у відповідь інтенсивна реакція лімфоцитів; в результаті ці органи збільшуються у розмірах і там відбувається запальний процес.
Такий запальний стан називають лімфаденітом. Він розвивається при гострому тонзиліті (ангіні) та деяких інших інфекційних хворобах (чума, туляремія, тощо), для яких притаманне запалення лімфовузлів.
Лімфоми — пухлини лімфатичних вузлів — також приводять до їхнього збільшення.
ВІЛ-інфекція обумовлена тим, що вірус імунодефіциту людини інфікує певну групу Т-хелперів. Загибель цих клітин приводить до порушень в імунній системі, й організм поступово втрачає здатність чинити опір різним інфекціям.